# I Need You for Christmas
«I Need You for Christmas» es un sencillo promocional grabado por la cantante rumana Inna para la reedición de su álbum de estudio debut Hot, titulada Very Hot, lanzado el 1 de enero de 2010 por Roton. Fue escrito y producido por el trío rumano Play & Win en sus estudios en Constanza, Rumania. Para promover la canción, un video musical de acompañamiento fue subido al canal oficial de Inna en YouTube el 12 de diciembre de 2009. Filmado por Tom Boxer en una pista de hielo en el centro comercial AFI Palace en Cotroceni, Rumania, el videoclip muestra a la cantante patinando junto con otras personas. Comercialmente, «I Need You for Christmas» alcanzó el puesto número 146 en la lista Tophit de Rusia en enero de 2010. El sitio web rumano InfoMusic incluyó la pista en su lista de «Las mejores canciones navideñas grabadas por artistas rumanas».

## Antecedentes y lanzamiento
«I Need You for Christmas» es una canción navideña, grabada, mezclada y masterizada en los estudios de grabación Play & Win Studios en Constanza. Fue escrita y producida por el trío de producción Play & Win y fue incluida en la reedición francesa del álbum de estudio debut de Inna Hot (2009), llamada Very Hot, así como también en una versión alternativa del álbum lanzada en 2011 en ese mismo país. El sencillo promocional también estuvo disponible para su descarga digital en Polonia el 14 de noviembre de 2014 por Magic Records. Miruna Haican, quien escribió para el sitio web rumano InfoMusic, incluyó a «I Need You for Christmas» en su lista de «Las mejores canciones navideñas grabadas por artistas rumanas».

## Video musical
Un video musical de acompañamiento para la canción fue filmado a principios de diciembre de 2009 por Tom Boxer en una pista de hielo en el centro comercial AFI Palace en Cotroceni, Rumania. El videoclip fue filmado en aproximadamente cinco horas y contó con las apariciones de la banda rumana Crazy Win, Play & Win y una de las bailarinas de Inna. Fue subido al canal oficial de la cantante en YouTube el 12 de diciembre de 2009. Empieza con las tomas del centro comercial, posteriormente Inna, luciendo un abrigo blanco y negro, se presenta patinando junto con otras personas. Un hombre vestido como Papá Noel también se muestra más tarde en la pista de hielo con un carrito de compras. Otras escenas muestran a Inna patinando con niños y poco después con un perro en sus brazos. El video termina con la cantante y otras dos mujeres antes de que la pantalla se oscurezca.

## Formatos
- Descarga digital[6]

| I Need You for Christmas — sencillo |                            |          |  |
| N.º                                 | Título                     | Duración |  |
| 1.                                  | «I Need You for Christmas» | 2:44     |  |

## Personal
Créditos adaptados de las notas lineales de Very Hot y Urban.ro.
- Inna – voz principal
- Play & Win – compositores y productores
- Tom Boxer – director de video musical

## Posicionamiento en listas
«I Need You for Christmas» debutó en el puesto número 209 en la lista Tophit de Rusia en la semana del 20 de diciembre de 2009, escalando al número 154 en la siguiente semana. El sencillo alcanzó su punto máximo en el número 146 el 3 de enero de 2010, permaneciendo por 3 semanas consecutivas, antes de descender a las posiciones 169, 233 y 300, respectivamente.
| País  | Lista (2009–10) | Mejor posición |
| ----- | --------------- | -------------- |
| Rusia | Tophit          | 146            |

## Historial de lanzamiento
| Región  | Fecha                   | Formato          | Discográfica |
| ------- | ----------------------- | ---------------- | ------------ |
| Francia | 1 de enero de 2010      | Descarga digital | Roton        |
| Polonia | 14 de noviembre de 2014 | Descarga digital | Magic        |